# Hild Rolfsdotter
Hild Rolfsdotter (norröna: Hildr Hrólfsdóttir nefju) var enligt Harald hårfagres saga i Heimskringla dotter till den norske stormannen Rolf näsa (Hrólfr nefja) och hustru till Ragnvald jarl på Möre. Det var denne jarl som, sedan "Harald luva" hade lagt under sig Norge, klippte kungen och kallade honom "Harald den hårfagre".
Ragnvald hade många barn med flera kvinnor. Med hustrun Hild — som bör ha varit minst tjugo år yngre än han själv — hade han sönerna Rolf och Tore (Þórir). Sonen Rolf blev senare kallad Gånge-Rolf (Göngu-Hrólfr) eftersom han var för stor och klunsig för att sitta till hästs och därför fick använda fötterna. 
Rolf var en väldig viking och härjade mycket i österväg, står det i Heimskringla. En sommar då han var på hemväg från en sådan österfärd gjorde han strandhugg och plundrade bönderna i Viken. Kung Harald råkade befinna sig i denna trakt just då och blev mycket vred. Han hade nämligen förbjudit plundring i sina egna skatteländer. Rolf blev därför dömd fredlös på tinget. Då for mamma Hild till kungen för att försvara sin gosse. Men Harald var obeveklig och Hild fick ohörd ge sig av. Hon kvad då följande visa:
| Hafnið Nefju nafna, nú rekið gand ór landi horskan hölða barma. Hví bellið því, stillir? Illt's við ulf at ylfask Yggs valbríkar slíkan, muna við hilmis hjarðir hœgr, ef hann renn til skógar. | Du förskjuter Näsas namne; du jagar flyktig ur landet stormäns kloke ättling. Vi [=varför] far du fram så våldsamt? Med sådan ulv att retas det är ej rådligt, furste! Han skonar ej kungens hjordar, om så till skogs han drives. |  |

"Vare sig strofen har diktats av Hild själv eller ej, är den utan tvivel mycket gammal", skriver filologen Finnur Jónsson: "Tonen däri liknar mycket Torv-Einars, och metern likaså." Torv-Einar (Torf-Einarr) var en yngre frilloson till Ragnvald Mörejarl och således styvson till Hild, och han blev senare en känd skald. Kanske lärde han sin skaldekonst av henne.
Att Gånge-Rolf i strofen kallas "Näsas namne" beror på att han var uppkallad efter sin morfar, hersen Rolf näsa (Hrólfr nefja). När han senare liknas vid en ulv har det nog också, gissar Finnur Jónsson, med namnet Rolf att göra (Hrólfr, det vill säga Hróð-ulfr).